# Yusuf (Prophet)

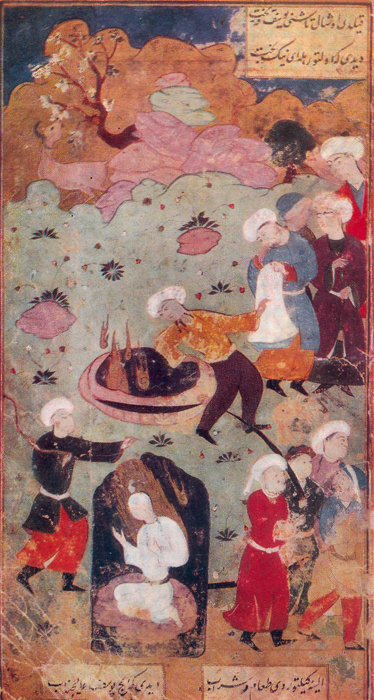
Jusuf und Zulejcha in einer Miniatur aus Buchara (1615)

Yūsuf oder Jussuf (arabisch يوسف Yousuf, auch Yousef, Youssef, Yusef, Yossef oder Yosef) ist ein Prophet im Koran, der Heiligen Schrift des Islam. Die Figur entspricht dem Patriarchen Josef im jüdischen Tanach und in der christlichen Bibel und ist die arabische Variante dieses Namens. Der Hauptteil der koranischen Yusuf-Erzählung weist starke Ähnlichkeiten mit der biblischen Josefsgeschichte auf.

## Die 12. Sure
Die 12. Sure, welche 111 Verse enthält, trägt Yūsufs Namen. Nach der Basmala und drei einleitenden Versen beginnt die Erzählung mit Jakobs Warnung an seinen Sohn, dessen Traum von Sonne, Mond und Sternen seinen Brüdern nicht zu erzählen, weil er damit ihre Eifersucht wecken könnte. Yūsuf wird dann zum Opfer des Hasses seiner Brüder, und sie nutzen die erstbeste Möglichkeit, um ihn in einen Brunnen zu werfen. Yūsuf wird von ihren Anschuldigungen errettet, weil Gott mit ihm ist. Sein von hinten zerrissenes Hemd ist der Beweis, dass die Frau Potiphars sich nicht vor den Nachstellungen von Yūsuf geschützt hat, wie sie vorgibt, sondern ihn gepackt und zu halten versucht hat, als er vor ihr entflieht. Als sie ägyptische Frauen zu einem Festessen einlädt, übergibt sie jeder ein Obstmesser, zusammen mit den Erfrischungen. Sie befiehlt Yūsuf dann, herauszukommen, und „als sie ihn nun sahen, fanden sie ihn großartig und sie schnitten sich (vor Staunen mit dem Messer) in die Hand und sagten: ‚Gott bewahre! Das ist kein Mensch. Das ist nichts (anderes) als ein edler Engel.‘“ (Paret, Sure 12:31) 
Nachdem Yūsuf die Träume des Königs gedeutet hat, kommt die Frau zum König und gibt zu, dass Yūsuf ein Wahrhaftiger sei. Vers 67 beschreibt, wie die Brüder Yūsufs, bevor sie zum zweiten Mal nach Ägypten gehen, von ihrem Vater den Ratschlag erhalten, nicht durch ein einziges Tor in die Stadt hineinzugehen. Dieses Detail wird auch von einem aggadischen Teil des jüdischen Midrasch (Bereschit Rabba 91, 2) berichtet.